# Aminopeptidas

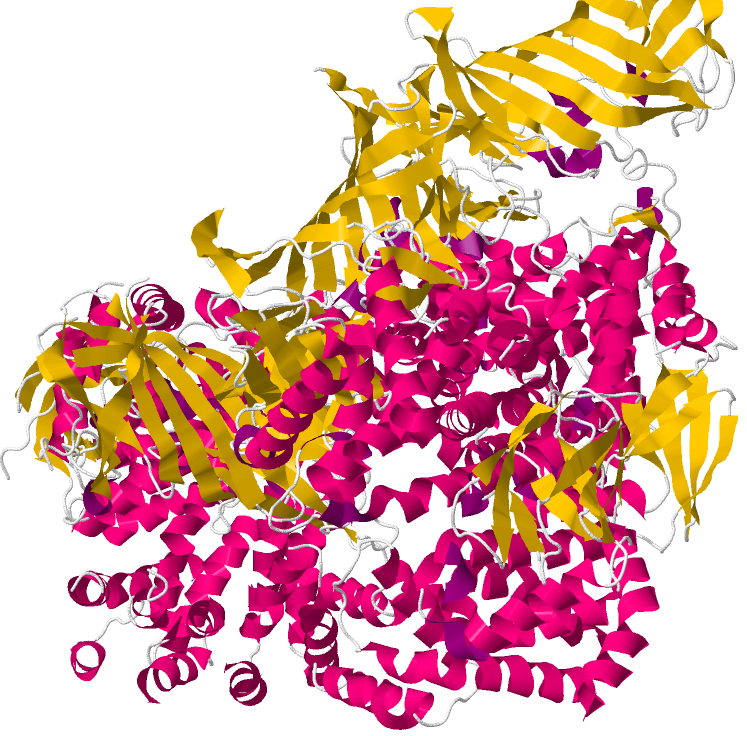
3d-struktur på aminopeptidas.

Aminopeptidas är ett proteolytiskt enzym som utsöndras av körtlar i tunntarmen. Det är ett så kallat exopeptidas som klyver bort den N-terminala aminosyran på oligo-peptider man får i sig via kosten. Detta enzym utsöndras med en mängd andra metabola enzymer, som dipeptidaser, och disackaridaser som maltas, sackaras och laktas.